# ノーサンバーランド郡 (オンタリオ州)
ノーサンバーランド郡（ノーサンバーランドぐん、英：Northumberland County）は、カナダのオンタリオ州南東部に位置する地方行政区のひとつ。
1798年から1849年までニューキャッスル地区（Newcastle District）として郡の西隣にあるダラム郡（現在のダラム地域）とひとつであった。1850年から1973年まではノーザンバーランド・ダラム連合郡として成り立っていた。
18世紀の頃、英国王党派（ロイヤリスト）によって積極的に入植が進められた場所であり、商業的に栄えたコーバーグを中心にヨーロッパからの移民が入ってくる重要な地点であった。このため、歴史的な建物などが数多く残っている。

## 主な都市
- コーバーグ （Cobourg）
- ブライトン （Brighton）
- ポートホープ （Port Hope）
- トレントヒルズ （Trent Hills）